# Velocidade terminal

Momento em que o módulo da força de arrasto (F_{d}) é igual ao módulo da força gravitacional (F_{g}), fazendo com que o objeto caia sem aceleração com uma velocidade constante (MRU).

A velocidade terminal de um objeto que se move em um determinado fluido é a velocidade máxima atingida por ele no momento em que a força resultante se torna nula.
Em um objeto em queda livre, por exemplo, a resistência do ar provoca no corpo uma força de arrasto (Fd) dirigida para cima, que aumenta o seu módulo conforme o objeto ganha velocidade. Em determinado instante da trajetória sua velocidade fará com que a força de arrasto se iguale à força da gravidade (Fg), que estará agindo sobre o objeto no sentido oposto (para baixo). Atinge-se a velocidade terminal no momento em que a força de arrasto contrabalança a força gravitacional, fazendo com que o objeto caia sem aceleração com uma velocidade constante.

## Cálculo
A velocidade terminal de um objeto em queda livre é representada pela fórmula:
{\displaystyle v_{t}={\sqrt {\frac {2mg}{\rho AC}}}}
Onde: 
m = massa do objeto;
g = aceleração da gravidade;
p = densidade do fluido onde o objeto está caindo;
A = área do objeto;
C = coeficiente de atrito do objeto;

### Dedução
Inicialmente determina-se a força de arrasto que está agindo sobre o objeto. Essa força depende da densidade do fluido (p) onde o movimento está ocorrendo, da área frontal do objeto (A), da sua velocidade (v) e do seu coeficiente de atrito (c), que varia de acordo com o formato do corpo:
{\displaystyle F_{ar}={\frac {1}{2}}C.\rho .A.v^{2}}
Obtem-se o cálculo da velocidade terminal igualando a força de arrasto com a força peso, pois no instante em que ela é atingida a força resultante que atua sobre o objeto se torna nula (pois ambas as forças possuem sentidos opostos):
{\displaystyle F_{ar}=P}
{\displaystyle v^{2}={\frac {2mg}{\rho AC}}}
{\displaystyle v_{t}={\sqrt {\frac {2mg}{\rho AC}}}}